# Francesca Van Belleghem
Francesca Van Belleghem (Brugge, 6 januari 1995) is een Belgisch Vlaams-nationalistisch politica voor het Vlaams Belang.

## Biografie
Van Belleghem behaalde in 2018 het diploma van master in de rechten aan de Katholieke Universiteit Leuven, waarna ze in 2019 aan dezelfde universiteit een master-na-master in de fiscaliteit behaalde. Van 2018 tot 2020 werkte ze als advocaat in Sint-Martens-Latem en Aalst, gespecialiseerd in fiscaal recht. Daarna was ze van 2020 tot 2021 consultant bij de financiële dienstverlener Deloitte in Antwerpen.
In 2021 ging ze aan de slag bij de partij Vlaams Belang. Tot 2024 was ze inhoudelijk medewerker op het beleidsdomein Asiel en Migratie voor de Vlaams Belang-fractie in de Kamer van volksvertegenwoordigers. In die hoedanigheid werkte ze vooral voor fractieleider Barbara Pas en ontpopte ze zich tot migratiespecialist van de partij. In 2024 publiceerde ze met VB-voorzitter Tom Van Grieken het boek Immigratiestop, waarin het migratieprogramma van de partij uit de doeken werd gedaan.
Bij de federale verkiezingen van 9 juni 2024 bekleedde Francesca Van Belleghem de derde plaats op de Vlaams Belang-lijst in de kieskring Oost-Vlaanderen. Met 10.229 voorkeurstemmen werd ze verkozen in de Kamer van volksvertegenwoordigers, waar ze zitting nam in de commissie Binnenlandse Zaken, Veiligheid, Migratie en Bestuurszaken.
Op lokaal politiek niveaus is Van Belleghem sinds de lokale verkiezingen van oktober 2024 gemeenteraadslid in Erpe-Mere.